# 全ロシア参謀本部
全ロシア参謀本部（ぜんロシアさんぼうほんぶ、ロシア語: Всероссийский главный штаб：略称ロシア語: ВсероглавштабР）は、1918年から1921年まで存在したソビエト連邦陸軍人民委員部の軍令機関。

## 概要
1918年5月8日、全ロシア赤軍編成参事会、ロシア帝国軍参謀本部総局、ロシア帝国軍参謀本部、軍事教育施設総委員部等に基づき設置された。当初は陸軍人民委員部に、1918年9月6日からは共和国革命軍事会議に従属した。
全ロシア参謀本部は、参謀総長と軍事委員（政治将校）2人から成る会議が業務を指導し、兵籍登録、軍事教育の組織、部隊の編成・機構、国防計画の立案を管掌した。教育施設として、参謀本部アカデミー（後に労農赤軍軍事アカデミー）が存在した。
1921年2月10日、共和国革命軍事会議と統合され、労農赤軍本部となった。

## 歴代参謀総長
- ニコライ・ストゴフ（1918年5月～8月）
- アレクサンドル・スヴェチン（1918年8月～10月）
- ニコライ・ラッテリ（1918年10月～1920年6月）
- アレクサンドル・サモイロ（1920年6月～1921年2月）